# ایوب اودیشو
ایوب اودیشو (انگلیسی: Ayoub Odisho؛ زادهٔ ۱۵ دسامبر ۱۹۶۰) یک بازیکن فوتبال اهل عراق است.
وی همچنین در تیم ملی فوتبال تیم ملی فوتبال عراق بازی کرده است.